# Gruppo operativo mobile
Il Gruppo operativo mobile (G.O.M.) è un reparto specializzato del Corpo di polizia penitenziaria.
Risponde direttamente al capo del Dipartimento dell'amministrazione penitenziaria.

## Storia
Il GOM è stato creato nel 1997 con un provvedimento del Direttore Generale del Dipartimento dell'amministrazione penitenziaria Michele Coiro e istituito formalmente nel 1999 con un decreto ministeriale dell'allora ministro di grazia e giustizia Oliviero Diliberto. Nell'estate 2001 varie unità del GOM vennero dislocate a Bolzaneto per la custodia e la traduzione dei fermati durante i fatti del G8 di Genova.
Raccoglie l'eredità del Servizio coordinamento operativo polizia Penitenziaria, sorto nel 1993 come Sezione V della Segreteria generale del Dipartimento dell'amministrazione penitenziaria e del Battaglione mobile del Corpo degli agenti di custodia, attivo tra il 1970 e il 1980. Il 4 giugno 2007 un ulteriore decreto ministeriale gli ha attribuito la qualifica di unità di livello dirigenziale.

## Organizzazione
Il GOM è il reparto specializzato del Corpo di Polizia penitenziaria.
È composto esclusivamente da personale della Polizia penitenziaria, pur potendo contare di una minima aliquota di personale amministrativo-contabile.
Il GOM è composto da circa 700 unità dislocate in 12 reparti operativi in tutta Italia; il personale non è fisso in un sito, ma ruota ogni sei/otto mesi, per motivi di sicurezza.
Al vertice del gruppo è posto un dirigente superiore della Polizia penitenziaria.

## Selezione del personale
Si accede tramite interpello nazionale, l’appartenente al corpo accetta la temporaneità dell’incarico e la durata minima di permanenza di 4 anni, nonché l’incondizionata disponibilità all’impiego in qualunque sede del G.O.M.
I candidati che superano la selezione sono ammessi a frequentare il corso di addestramento della durata di 3 mesi.
Al termine del corso di formazione e addestramento, il personale risultato idoneo viene assegnato temporaneamente al G.O.M. per poi diventare effettivo.

## I compiti
Sono compiti del gruppo operativo mobile:
- la custodia e il controllo dei detenuti sottoposti al regime di cui all'art. 41 bis O.P. oltre che dei detenuti collaboratori di giustizia e di quelli ad altissimo indice di pericolosità, su disposizione del Dipartimento dell'amministrazione penitenziaria;
- gli interventi di alto profilo operativo in situazioni di emergenza penitenziaria per il ripristino della sicurezza, dell'ordine e della disciplina;
- in situazioni straordinarie, l'intervento all'interno degli istituti penitenziari congiuntamente ai reparti speciali di altre forze di polizia: GIS dei Carabinieri e NOCS della Polizia di Stato;
- la partecipazione, in collaborazione con altre Forze dell'Ordine, nei servizi di ordine pubblico;
- le traduzioni e i piantonamenti dei detenuti sottoposti al regime di cui all'art. 41 bis O.P., oltre che dei detenuti collaboratori di giustizia e di quelli ad altissimo indice di pericolosità;
- l'attività di analisi criminale nell'ambito del contesto operativo di competenza;
- le attività delegate dall'autorità giudiziaria;
- l'attività di osservazione e monitoraggio finalizzata alla raccolta di informazioni utili alle indagini investigative di alto profilo.